# Свечников, Александр Александрович
Алекса́ндр Алекса́ндрович Свечников (18 июня 1873 — 1923) — полковник лейб-гвардии Семёновского полка, герой Первой мировой войны.

## Биография
Из потомственных дворян Казанской губернии. Сын статского советника Александра Михайловича Свечникова и жены его Юлии Ивановны Сабуровой.
Воспитывался в Пажеском корпусе, по окончании которого в 1894 году был выпущен подпоручиком в лейб-гвардии Семёновский полк. Произведен в поручики 6 декабря 1898 года, в штабс-капитаны — 6 декабря 1902 года, в капитаны — 13 апреля 1908 года. Был командиром 6-й роты полка.
В Первую мировую войну вступил в рядах семеновцев. Пожалован Георгиевским оружием
За то, что в бою 20 августа 1914 года под Владиславовым, вызвав охотников из цепей 2-го батальона, атаковал и занял высоту 118,3 под ураганным шрапнельным и пулеметным огнем, где и удержался до подхода подкреплений. Этим он прикрыл фланг лейб-гвардии Преображенского полка. Занятие же этой высоты неприятелем грозило прорывом центра боевого порядка бригады. 26 августа 1914 года под Уршулином, вызвав охотников, разведал неприятельскую позицию, причем открыл искусно маскированный фланговый окоп с пулеметами. Тяжело раненый шрапнелью в обе ноги, подполз к телефону и точно указал штабу полка местонахождение пулеметов.
6 декабря 1914 года произведен в полковники на вакансию. Удостоен ордена Св. Георгия 4-й степени
За то, что 9 февраля 1915 года у д. Малый-Плоцк, командуя двумя ротами резерва, видя, что под действием сильного неприятельского огня соседние части стали отходить с занятой позиции, и сознавая всю важность обстановки, повел свои роты в атаку, выбил противника из занятых им наших окопов и, расположив искусно пулеметы, отбил огнём их подходящие резервы и удержал имеющую важное значение позицию за собой.
16 июня 1916 года назначен командиром 128-го пехотного Старооскольского полка, 13 мая 1917 года отчислен от должности с назначением в резерв чинов при штабе Киевского военного округа.
После Октябрьской революции остался в России, в Гражданской войне не участвовал. По некоторым данным, погиб в июле 1923 года на станции Мста.

## Награды
- Орден Святого Владимира 4-й ст. (ВП 27.05.1906)
- Орден Святого Станислава 3-й ст. (ВП 6.12.1909)
- Орден Святой Анны 2-й ст. «за доведение строевых частей до отличного состояния, признанного таковым на трех инспекторских смотрах в течение трех лет сряду» (ВП 3.02.1912)
- Георгиевское оружие (ВП 03.02.1915)
- Орден Святого Георгия 4-й ст. (ВП 29.05.1915)